# (12191) Vorontsova
(12191) Vorontsova (1978 TT8) – planetoida z grupy pasa głównego asteroid okrążająca Słońce w ciągu 4,19 lat w średniej odległości 2,6 j.a. Odkryta 9 października 1978 roku.